# Afarak Group
Afarak Group Oyj (jusqu'en 2013 Ruukki Group Oyj) est une société finlandaise spécialisée dans l'extraction minière et le traitement des minéraux et la production d'alliages spéciaux.

## Présentation
La classification GICS de la société est Métaux diversifiés et exploitation minière (15104020). 
Les opérations commerciales minéralières sont réalisées à Malte, en Turquie, en Afrique du Sud et en Allemagne. 
Afarak s'est autrefois appelée Ruukki Group, A Company Finland et Balansor. 

## Marchés et produits
- Ferroalliages : L'activité  ferroalliages  d'Afarak est située en Afrique du Sud et comprend la mine de chrome de Stellite, la mine de Mecklenburg, l'usine de traitement de Mogale et la mine de Vlakpoort[2].

- Alliages spéciaux: L'activité d'alliages spéciaux d'Afarak produit des produits de niche de ferrochrome à faible teneur en carbone et à très faible teneur en carbone et comprend une activité intégrée verticalement comprenant l'exploitation minière turque TMS et l'usine de transformation allemande, Elektrowerk Weisweiler (EWW)[2].

## Actionnaires
Au 31 décembre 2018, les plus grands actionnaires Afarak Group sont:
| #  | Actionnaire                   | Actions     | %      |
| -- | ----------------------------- | ----------- | ------ |
| 1  | Nordea Bank Ab                | 152 683 870 | 58.0 % |
| 2  | Hino Resources Co. Ltd        | 36 991 903  | 14.1 % |
| 3  | Joensuun Kauppa ja Kone Oy    | 12 757 240  | 4.8 %  |
| 4  | Hanwa Company Limited         | 9 000 000   | 3.4 %  |
| 5  | Markku Olavi Kankaala         | 6 797 690   | 2.6 %  |
| 6  | Esa Veikko Hukkanen           | 3 560 272   | 1.4 %  |
| 7  | Afarak Group Plc              | 2 387 494   | 0.9 %  |
| 8  | Petri Kristian Suokas         | 1 380 000   | 0.5 %  |
| 9  | OP Life Assurance Company Ltd | 1 281 700   | 0.5 %  |
| 10 | Clearstream Banking S.A.      | 1 098 699   | 0.4 %  |
|    | Autres                        | 35 101 827  | 13.3 % |